# Феогност (Дмитриев)
Епи́скоп Феогно́ст (в миру Михаил Михайлович Дмитриев; род. 9 ноября 1965, Караганда) — архиерей Русской православной церкви, епископ Серовский и Краснотурьинский. Брат епископа Елецкого и Лебедянского Максима (Дмитриева).

## Биография
Родился 9 ноября 1965 в Караганде в многодетной семье шахтёра. Окончил восьмилетнюю школу и техническое училище в родном городе. В 1984—1986 годах служил в рядах Советской армии.
В 1986—1990 годах обучался в Московской Духовной семинарии.
В 1988 году принят в братию Троице-Сергиевой Лавры.
3 июля того же года наместником Лавры архимандритом Алексием (Кутеповым) пострижен в монашество.
18 июля того же года митрополитом Кишинёвским и Молдавским Серапионом (Фадеевым) рукоположен в сан иеродиакона.
В 1990 году окончил Московскую духовную семинарию и поступил в Московскую Духовную академию, которую окончил в 1994 году со званием кандидата богословских наук.
11 июня 1995 года рукоположен во иеромонаха Патриархом Московским и всея Руси Алексием II и направлен в село Дивноморское города Геленджика для организации там подворья Троице-Сергиевой Лавры.
Первоначально богослужения для немногочисленных прихожан проходили в тесном помещении, располагавшемся по соседству с предприятием благоустройства. Средства, выделенные настоятелю Подворья на дорогу, быстро закончились. Жить священнику приходилось в спартанских условиях. На помощь пришли и сельская общественность, и администрация курорта. Вскоре на месте будущего храма на сельском пустыре заложили первый камень.
В 1997 году Патриархом Алексием II назначен настоятелем Патриаршего подворья города Геленджика.
В 1999 году удостоен права ношения набедренника.
В 2002 удостоен права ношения наперсного креста.
Строительство Свято-Сергиевского храма завершилось осенью 2004 года.
16 июня 2005 году патриархом Московским и всея Руси Алексием II совершил великого освящения храма во имя преподобного Сергия Радонежского на Геленджикском подворье Троице-Сергиевой Лавры в посёлке Дивноморск, после чего возвел настоятеля храма иеромонаха Феогноста (Дмитриева) в сан игумена.
8 апреля 2010 года в Успенском соборе Троице-Сергиевой лавры удостоен права ношения палицы.
6 июня 2012 года в Патриаршем и Синодальном духовно-административном и культурном центре Русской Православной Церкви на Юге России удостоен права ношения креста с украшениями.

### Архиерейство
12 марта 2013 года решением Священного Синода Русской православной церкви избран епископом Новороссийским и Геленджикским.
14 марта 2013 года нижней церкви в честь Преображения Господня кафедрального соборного Храма Христа Спасителя города Москвы Патриархом Кириллом был возведён в сан архимандрита.
29 марта 2013 в Тронном зале Храма Христа Спасителя г. Москвы наречён во епископа Новороссийского и Геленджикского..
14 апреля 2013 за литургии в Богородице-Рождественском монастыре в Москве хиротонисан во епископа Новороссийского и Геленджикского. Хиротонию свершили: Патриарх Московский и всея Руси Кирилл, митрополит Саранский и Мордовский Варсонофий (Судаков), митрополит Екатеринодарский и Кубанский Исидор (Кириченко), архиепископ Истринский Арсений (Епифанов), архиепископ Сергиево-Посадский Феогност (Гузиков), епископ Барнаульский и Алтайский Максим (Дмитриев), епископ Майкопский и Адыгейский Тихон (Лобковский), епископ Солнечногорский Сергий (Чашин), епископ Ейский и Тимашевский Герман (Камалов)
C 17 по 28 ноября 2014 года в Москве слушал двухнедельные курсы повышения квалификации для новопоставленных архиереев Русской Православной Церкви.
На заседании Священного Синода Русской Православной Церкви 30 мая 2024 года назначен епископом Серовским и Краснотурьинским.